# Курсенієки
Курсенієки або куронські пруси (латис. kursenieki, kāpenieki, лит. kuršiai, пол. kuronowie pruscy, нім. Kuren) — майже вимерлий балтійський народ або етнічна група, що проживала на території Куршської коси. Є колишніми жителями Східної Пруссії, які говорять курсенієцькою говіркою — вимираючим діалектом латиської мови.

## Історія

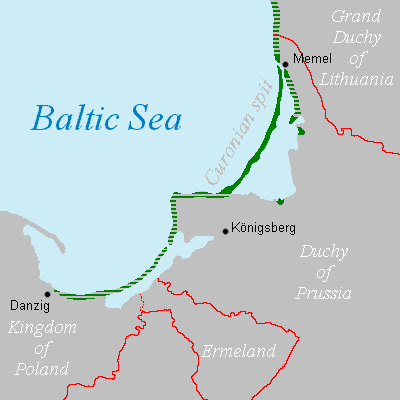
Поширення курсенієків у 1649

Походження курсенієків залишається неясним: за однією з версій, вони — нащадки древнього племені куршів, яке раніше населяло Куршську косу. Під час завоювань тевтонських лицарів Куршська коса стала практично безлюдною.
У процесі різних міграцій куршів в XIV—XVII ст., з Курляндії вони оселилися поблизу Мемеля та Самбії. Вони зберегли свою стару назву курші, а курсенієки, які залишилися жити в Курляндії, стали називатися латишами. Курсенієки були асимільовані німцями.
Наприкінці XIX століття їх чисельність становила 4 000 осіб. Ближче до кінця Другої світової війни курсенієки втекли від Червоної армії в центральну Німеччину, покинувши Куршську косу.

## Культура

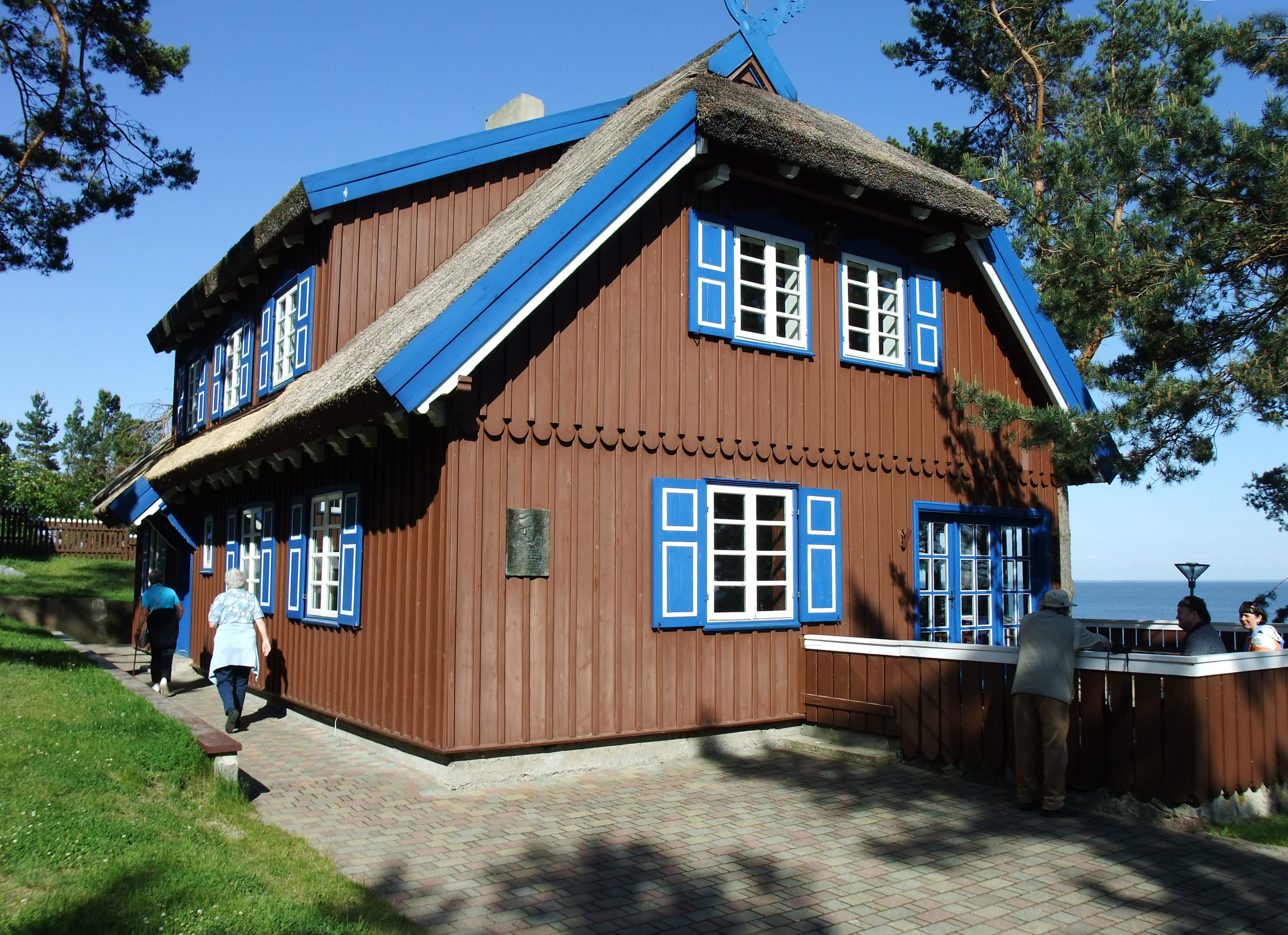
Будинок

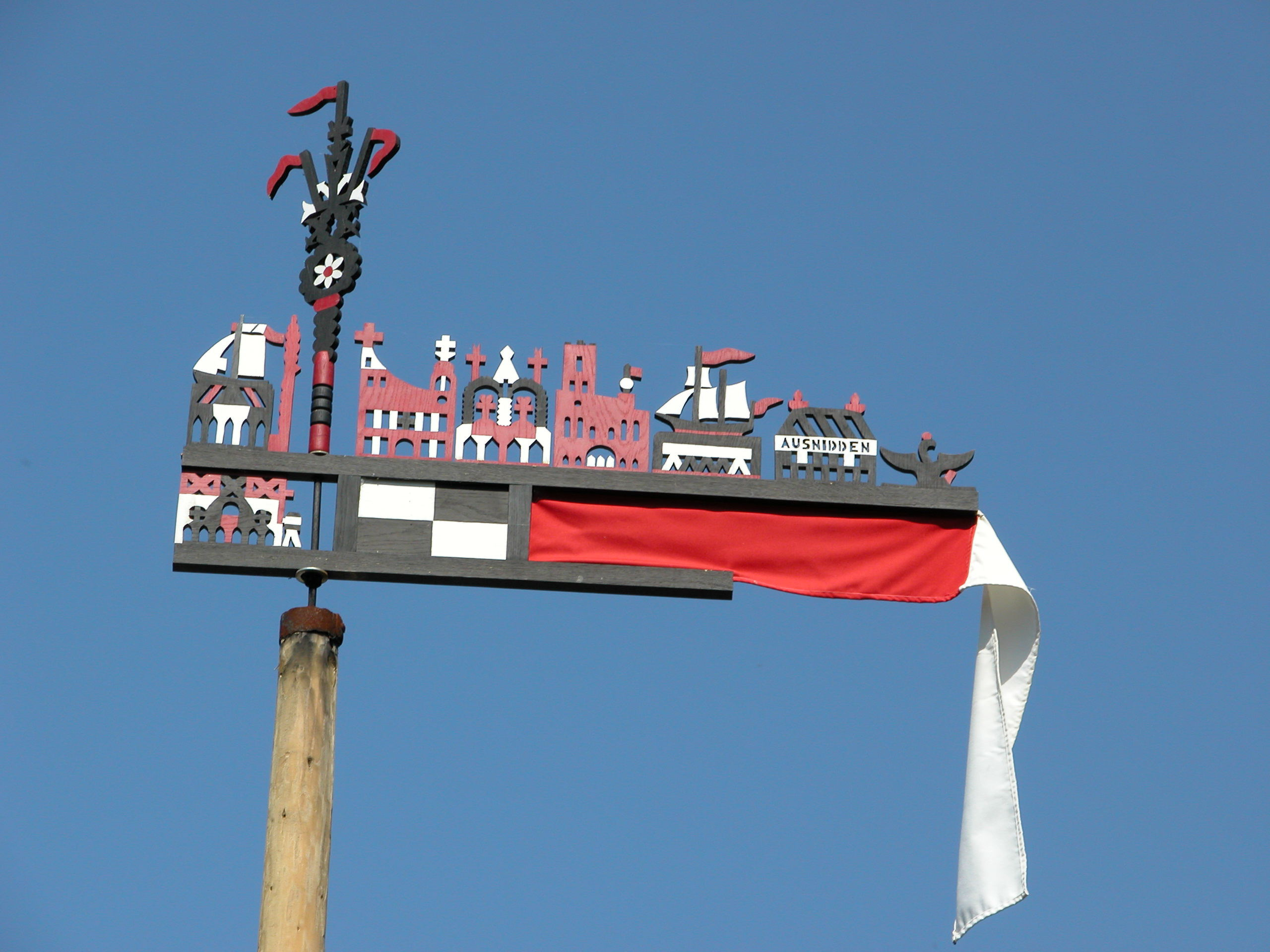
Вимпел в Ніде

Курсенієки за віросповіданням є лютеранами, як і всі колишні жителі Східної Пруссії, хоча деякі давні язичницькі звичаї були збережені. Більшість — двомовні, знали дві і навіть три мови: курсенієцькою мовою вони користувалися в родині та на риболовлі, німецькою — в повсякденному спілкуванні (на національному рівні в Німеччині) та нарешті німецькою та литовською мовами — в церковному богослужінні. Більшість курсенієків були рибалками (див. куренас — традиційний човен рибалок Куршської коси, що використовувався до Другої світової війни). Першим, хто проявив інтерес до їхньої культури, був Пауль Кваука, член руху території Мемельланда. Його книга нім. «Kurisches Wörterbuch» («Куршський словник») є дуже цінним джерелом інформації про курсенієцьку мову. Працю з опису спадщини курсенієків продовжує один з останніх курсенієків Річард Піч.